# Pirttiniemi (ö i Östra Lappland, lat 66,57, long 27,49)
Pirttiniemi är en ö i Finland. Den ligger i sjön Kemi träsk och i kommunen Kemijärvi i den ekonomiska regionen  Östra Lapplands ekonomiska region  och landskapet Lappland, i den norra delen av landet, 700 km norr om huvudstaden Helsingfors. Öns area är 2,4 hektar och dess största längd är 280 meter i sydöst-nordvästlig riktning.